# Tyrone Power Jr.
Tyrone William Power IV (Los Ángeles, 22 de enero de 1959), conocido como Tyrone Power Jr., es un actor estadounidense, el único hijo varón de la estrella de Hollywood Tyrone Power y su tercera esposa, Deborah Ann Minardos. Nació después de la muerte de su padre.
Es el cuarto actor en llevar el nombre de Tyrone Power, con el primer siendo su bisabuelo el actor irlandés Tyrone Power (1797-1841). Es conocido como Tyrone Power Jr. debido a que su padre es el más famoso de los cuatro (su abuelo pasó a ser conocido como Tyrone Power Sr.). Tyrone Jr. también hizo apariciones como invitado en Cheers.
Producto de su primer matrimonio tiene un hijo, Tyrone Keenan Power.

## Filmografía
- Cocoon (1985)
- Cocoon: el regreso (1988)
- Shag (1989)
- California Casanova (1991)
- Soulmates (1992)
- Healer (1994)
- Last Chance Love (1997)
- California Myth (1999)
- The Beautiful Illusion (2001)
- Leaving the Land (2002)
- Lorelei: The Witch of the Pacific Ocean (2005)
- Elvis in Paradise (2005)
- Dreamkiller (2010)